# Eubrachium hispidulum
Eubrachium hispidulum är en skalbaggsart som först beskrevs av Bremi-wolf 1855.  Eubrachium hispidulum ingår i släktet Eubrachium och familjen stumpbaggar. Inga underarter finns listade i Catalogue of Life.